# Journal of Economic Theory
Le Journal of Economic Theory, ou simplement JET, est une revue académique fondée en 1968 et publiant dans le domaine de l'économie. La revue possède des bureaux à l'université Cornell ainsi qu'à UCLA. Ayant comme objectif initial de se spécialiser en économie mathématique, JET est maintenant perçu comme le journal phare en économie théorique et comme une publication incontournable en économie. 
La revue est publiée par Elsevier. L'équipe d'édition compte environ 45 économistes représentant plusieurs branches de cette discipline. Karl Shell (en) est l'éditeur du journal depuis sa fondation. De 2000 à 2004, Shell partage l'édition avec Jess Benhabib (en), puis avec Alessandro Lizzeri et Christian Hellwig (en). Edward McDevitt et Susan W. Schulze sont des éditeurs administratifs. 